# Kenny De Ketele
Kenny De Ketele (født 5. juni 1985 i Oudenaarde) er en belgiske tidligere cykelrytter. Han har kørt det meste af sin professionelle karriere for Team Flanders-Baloise. Hans foretrukne disciplin var banecykling, hvor han har vundet EM og VM-guld.
I 2018 og 2019 vandt han Københavns seksdagesløb. Med sejren i 2018, sammen med Michael Mørkøv som par nummer syv, blev De Ketele vinder nummer 60 af det danske seksdagesløb. I 2019 slog han sammen med landsmanden Moreno De Pauw det rent danske par nummer syv bestående af Michael Mørkøv og Oliver Wulff Frederiksen. Efter sit karrierestop som cykelrytter, blev De Ketele sportsdirektør på Team Flanders-Baloise.